# Тальмон-Сент-Илер
Тальмон-Сент-Илер (фр. Talmont-Saint-Hilaire) — коммуна на западе Франции, регион Пеи-де-ла-Луар, департамент Вандея, округ Ле-Сабль-д’Олон, центр кантона Тальмон-Сент-Илер. Расположена на побережье Бискайского залива в 26 км к западу от Ла-Рош-сюр-Йона, в 25 км от автомагистрали А87. 
Население (2019) — 7 831 человек.

## История
В XI веке герцог Аквитанский Гильом V Великий подарил сеньорию Тальмон Гильому Лысому, одному из его самых верных подданных. Гильом Лысый построил здесь крепость, которая была расширена во второй половине XI века. Со временем вокруг крепости вырос средневековый квартал с церковью и жилыми домами. Средневековый порт, фрагменты которого были обнаружены при раскопках в 2021 году, также относится к этому времени; он использовался до XVII века. Изначально Тальмон располагался на морском побережье, но с годами море отступило, и сейчас расстояние от центра коммуны до побережья составляет около 6 километров.
Брак Элеоноры Аквитанской с королем Франции Людовиком VII в 1137 году привел к тому, что Тальмон перешел под власть последнего. По приказу короля в 1138 году замок был сожжен в качестве наказания его владельца Гийома де Лезе, принимавшего участие в восстании против короля. Аннулирование этого брака в 1152 году и повторный брак Элеоноры с будущим королем Англии Генрихом II в 1154 году сделали территорию Аквитании предметом спора с французской короной. Замок был укреплен Раулем III де Молеоном, тогдашним сеньором Тальмона, который опасался нападения со стороны Франции.
В 1470-х годах король Людовик XI подарил Тальмон его своему приближенному дипломату и историку Филиппу де Коммену. В XVI веке замок был осажден Генрихом Наваррским во время Религиозных войн, а в XVII веке, как и многие другие замки Пуату, был разрушен по приказу Ришельё, чтобы англичане и их союзники не могли использовать их в военных целях.
Последней семьей, владевшей Тальмоном и носящей его имя, была семья Ла Тремуй. Одним из самых известных ее представителей был генерал Антуан-Филипп Тальмон де ла Тремуй, взошедший на эшафот в 1794 году во время Вандейского мятежа.
В 1974 году коммуна Тальмон была объединена с соседней коммуной Сен-Илер-де-Тальмон, образовав таким образом образовав коммуну Тальмон-Сен-Илер.

## Достопримечательности
- Развалины шато Тальмон XI-XVII веков
- Шато Гранж-Катю XVI века, перестроенный в 1878 году
- Церковь Святого Илария
- Церковь Святого Петра XIII века
- Галлы XIX века
- Музей автомобилей Вандеи

## Экономика
Структура занятости населения:
- сельское хозяйство — 5,2 %
- промышленность — 20,1 %
- строительство — 8,4 %
- торговля, транспорт и сфера услуг — 40,9 %
- государственные и муниципальные службы — 25,5 %

Уровень безработицы (2019) — 14,1 % (Франция в целом — 12,9 %, департамент Вандея — 10,5 %). 

Среднегодовой доход на 1 человека, евро (2019) — 23 090 (Франция в целом — 21 930, департамент Вандея — 21 550).

## Демография
Динамика численности населения, чел.

## Администрация
Пост мэра Тальмон-Сент-Илера с 2014 года занимает Максанс де Рюжи (Maxence de Rugy), член Совета департамента Вандея от кантона Тальмон-Сент-Илер. На муниципальных выборах 2020 года возглавляемый им правый список победил в 1-м туре, получив 72,49 % голосов.
| Период | Период | Фамилия                 | Партия                                       | Примечания |
| ------ | ------ | ----------------------- | -------------------------------------------- | --- |
| 1974   | 2001   | Жан Тибо де ла Роштюлон | Союз за французскую демократию Разные правые | фермер, член Генерального совета департамента                                                                          |
| 2001   | 2014   | Пьер Бертоме            | Разные правые Союз за народное движение      | банковский служащий |
| 2014   |        | Максанс де Рюжи         | Республиканцы                                | работник аппарата Генерального совета департамента, член Регионального совета Пеи-де-ла-Луар, член Совета департамента |

## Галерея

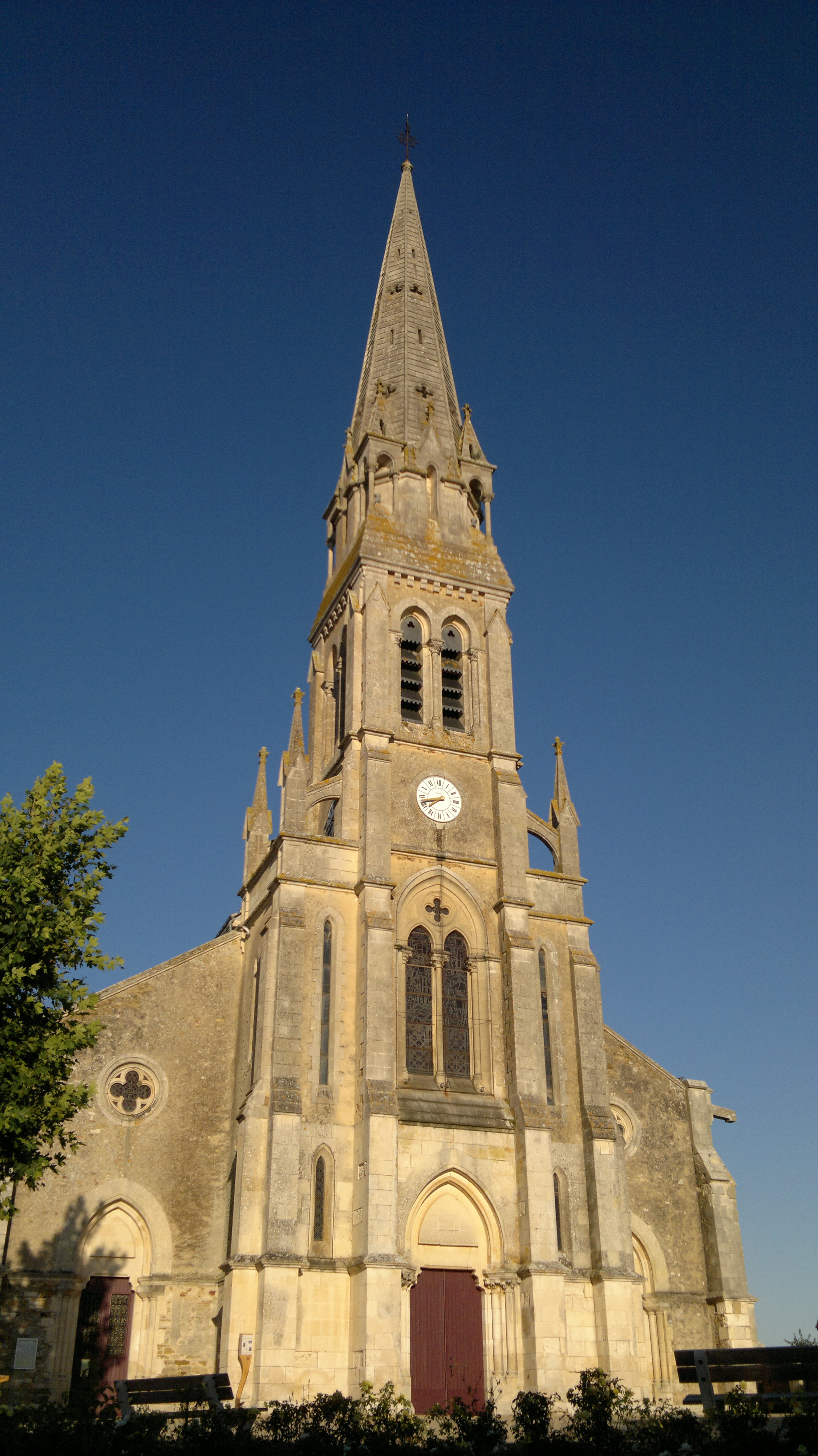
Церковь Святого Илария
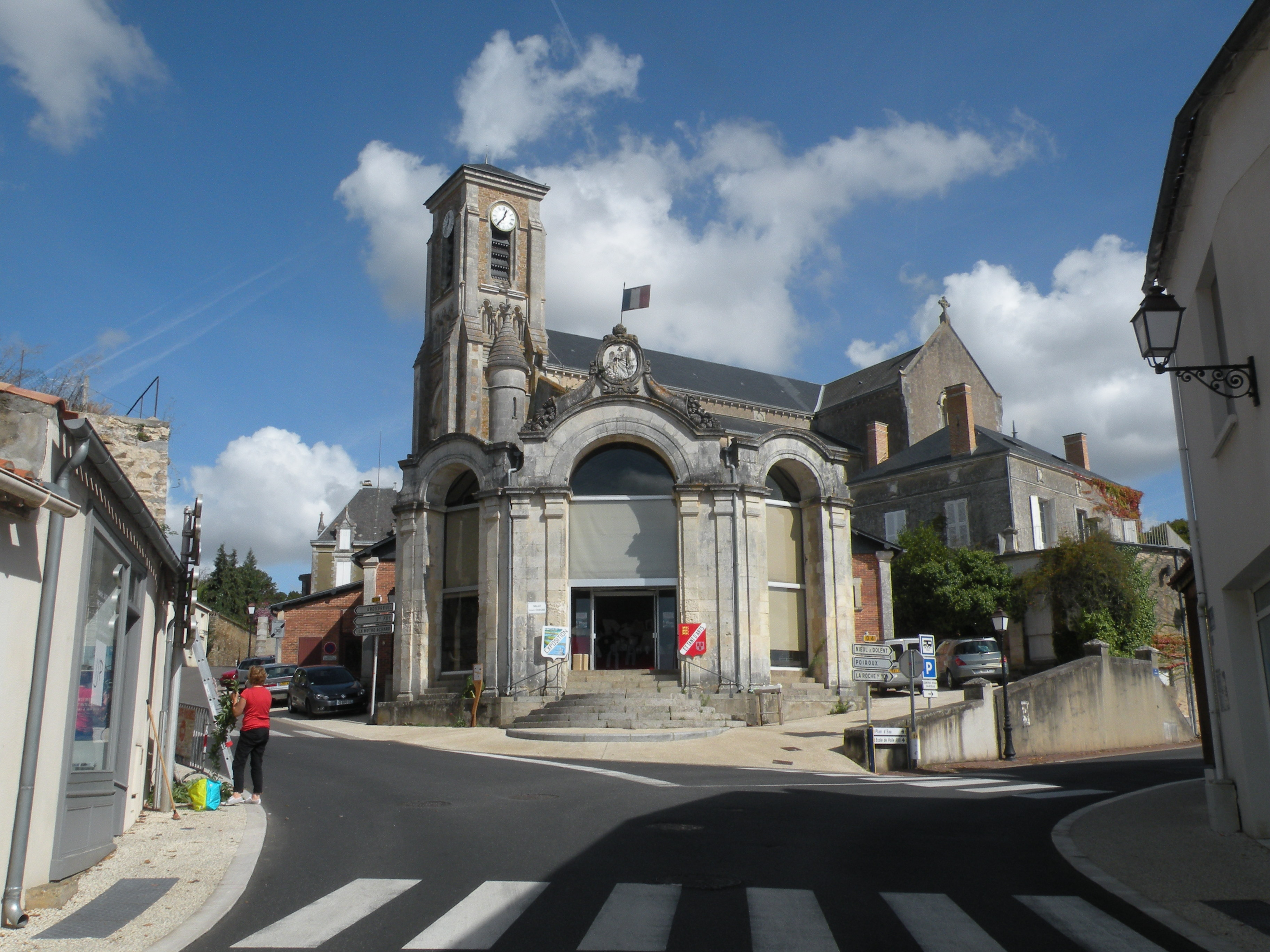
Церковь Святого Петра
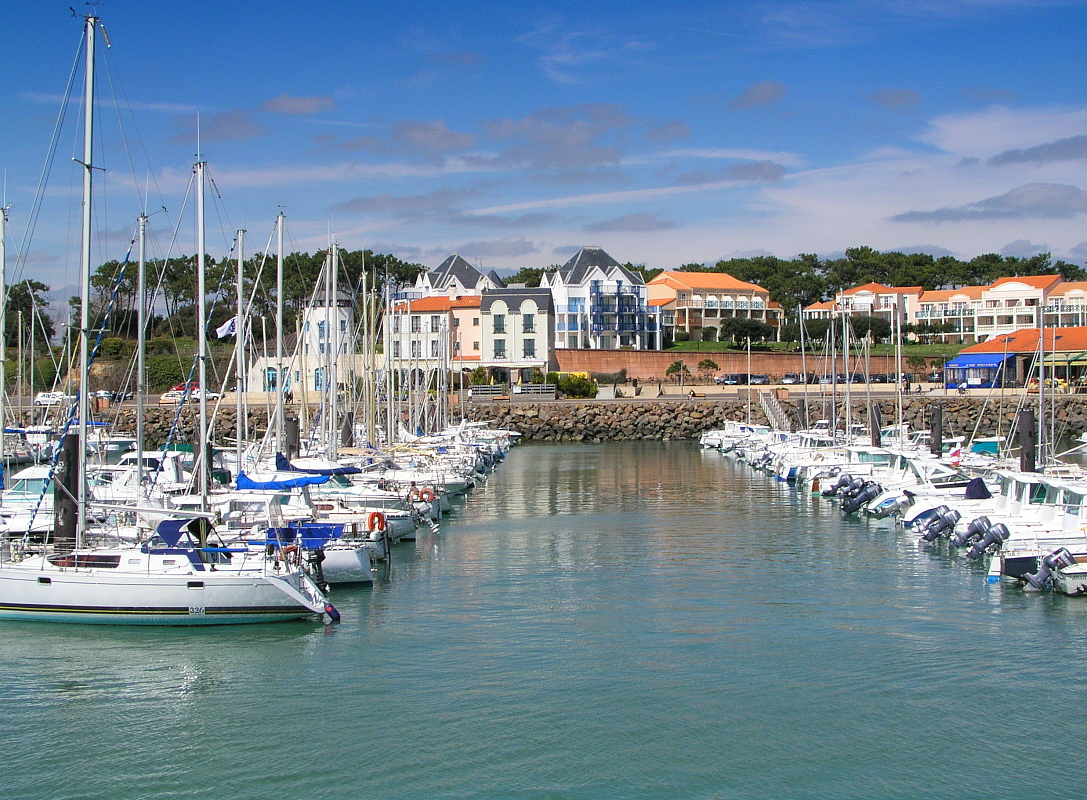
Порт Буржене-Тальмон